# La Zulianita
La Zulianita è una telenovela venezuelana del 1977.
La serie, inedita in Italia, ha avuto un certo successo in America Latina, tanto che sono stati realizzati numerosi refritos (remake):
- Maria de nadie (1986), remake argentino trasmesso in Italia con il titolo Maria;
- Maribel (1989), remake venezuelano inedito in Italia;
- Morelia (1994), remake messicano inedito in Italia;
- Un Refugio para el Amor (2012), remake messicano inedito in Italia.

## Trama
Questa telenovela racconta la storia di Martha María Domínguez, un'umile provinciale di Zulia (e perciò soprannominata "La Zulianita") che vive con i genitori e il fratello Rafael. In seguito alla morte del padre (che esala l'ultimo respiro prima di riuscire a rivelarle sul letto di morte che lui e la moglie non sono i suoi genitori biologici ma è stata adottata), la protagonista decide di trasferirsi a Caracas in cerca di opportunità di lavoro ma anche per sfuggire alle avance sgradite di un signorotto locale (Aquiles). Alla fine trova lavoro e alloggio come intrattenitrice notturna ma un cliente senza scrupoli, Lastra, la accusa falsamente di avergli rubato il portafoglio per ripicca per averlo respinto. La Zulianita finisce in prigione, ma poi viene scagionata e rilasciata grazie all'avvocato Claudio Linares, particolarmente dedito ad aiutare le persone disagiate economicamente, dal momento che lui stesso era stato ingiustamente incarcerato molti anni prima.
Poco tempo dopo, Martha María trova lavoro come domestica nella residenza di una ricca famiglia, gli Arocha. Questa famiglia è composta dalla coppia formata da Felipe e Amelia, dai tre figli Juan Carlos, Jesús e Jennifer, zia Olga (sorella di Felipe) e i suoi figli, Diana e Tony. La Zulianita riceve il compito di accudire Jesús, costretto sulla sedia a rotelle in seguito a un incidente. Sia Jesús sia Juan Carlos si innamorano della domestica, ma Juan Carlos è già fidanzato con Idania Ferrán. La Zulianita si innamora di Juan Carlos anche se Claudio Linares la mette in guardia dagli Arocha, poiché erano stati proprio loro a incastrarlo e a mandarlo in prigione.
Martha María e Juan Carlos iniziano una storia d'amore, ma Lastra è amico degli Arocha e dice a Juan Carlos che la Zulianita è una ladra e lavorava come prostituta. Sconvolto, Juan Carlos una notte torna a casa ubriaco e va a letto con Martha María, mettendola incinta, per poi deriderla e ripudiarla. Quando i genitori di Juan Carlos scoprono che la Zulianita è incinta e che il padre del nascituro è loro figlio Juan Carlos, la licenziano e poi tentano invano di convincerla ad abortire.
La Zulianita trova ospitalità da Claudio Linares e grazie alla cuoca degli Arocha, Matilde, i due scoprono di essere padre e figlia. Una ventina di anni prima Claudio Linares era un ricco uomo d'affari che tuttavia era stato incastrato e truffato dal proprio socio Felipe Arocha che, producendo false prove, lo fece finire in prigione e lo spogliò di tutti i beni. Nel frattempo la moglie di Linares (Rosaura, cugina di Amelia Arocha) morì nel partorire Marta María, ma gli Arocha, non volendo prendersi cura della bambina, la diedero in adozione a una famiglia di contadini nella provincia di Zulia, per poi mentire a Claudio Linares affermando che la figlia non era sopravvissuta al parto. La cuoca degli Arocha, essendo stata testimone oculare degli eventi e avendo riconosciuto Marta María da un medaglione, rivela la verità alla Zulianita e Claudio Linares.
Con l'aiuto dell'avvocato Oscar, innamorato della protagonista, Claudio Linares riesce a provare la frode del suo ex socio Arocha. Il tribunale, al termine del processo, sentenzia il trasferimento di tutti i beni degli Arocha (comprese villa e azienda) a Claudio Linares, riducendoli sul lastrico. Il signor Arocha riesce a fuggire all'estero mentre Juan Carlos, finito in depressione perché ha perso il lavoro e nessuno lo vuole assumere per via delle malefatte commesse dal padre, diventa un alcolizzato. Trovato in condizioni pietose dalla celebre attrice Rosa Francia, quest'ultima riesce a farlo disintossicare facendolo ricoverare in una struttura specializzata, per poi ospitarlo a casa sua essendosi invaghita di lui.
Idania, l'ex fidanzata di Juan Carlos, seduce il signor Linares e riesce a sposarlo, ma in realtà non lo ama e lo ha sposato solo per interesse. Marta María, a causa della cardiopatia di suo padre, non osa metterlo in guardia contro la sua nuova moglie, nel timore che potesse accusare un infarto in conseguenza della rivelazione. Marta María partorisce il figlio suo e di Juan Carlos ma, quando è sul punto di sposare il suo avvocato (Oscar), cambia idea all'ultimo momento e annulla il matrimonio già programmato, essendosi resa conto di amare ancora Juan Carlos. Nel frattempo Idania riesce a provocare la morte del marito Claudio Linares, dicendogli una serie di cattiverie che gli provocano un infarto e omettendo di soccorrerlo. Questa scena, per caso, viene registrata su un nastro che verrà poi utilizzato da una cameriera (Queta) per ricattare Idania e per dimostrarne la colpevolezza e imprigionarla. Una volta morto Linares, Idania si impadronisce di tutti i suoi beni dal momento che Marta María non era stata ancora riconosciuta legalmente dal padre biologico Claudio Linares e la caccia di casa con il figlioletto Carlitos.
La Zulianita incontra provvidenzialmente per strada Franco, un famoso produttore cinematografico, che le offre il ruolo da protagonista in un film che sta girando. Marta María accetta e diventa un'attrice famosa, ma nello stesso film recita anche Rosa Francia, la nuova fiamma di Juan Carlos. Rosa Francia prende in antipatia la Zulianita anche perché la vede come una rivale in amore e teme che Juan Carlos possa tornare da lei. Juan Carlos lavora come scenografo nella compagnia cinematografica di Franco, ma non è più in buoni rapporti con la Zulianita, criticandola per la vita di lusso che sta conducendo. Uno degli attori, Jorge, si innamora di Marta María e le propone di sposarlo. La Zulianita accetta, ma Franco, innamorato anche lui della protagonista, è determinato a vendicarsi della Zulianita, rea di averlo respinto, nonché a impedirle di sposare un altro uomo. Franco sostituisce un pugnale finto con uno vero in modo che Rosa Francia possa uccidere la Zulianita durante una scena, ma all'ultimo momento cambia idea e stabilisce che sia Marta María a pugnalare Rosa Francia. Marta María, ignara che il pugnale fosse vero, viene accusata di tentato omicidio e imprigionata. Soffrendo di episodi di amnesia, viene ricoverata in un ospedale, dal quale fugge con il figlio che abbandona nei pressi di una baraccopoli per poi non ritrovarlo più a causa dell'amnesia, disperandosi per quello che ha fatto quando ritrova la lucidità. Nel frattempo Rosa Francia, fingendosi muta e paralitica in conseguenza della pugnalata ricevuta, riesce a convincere Juan Carlos a sposarlo.
Dopo sette anni la protagonista esce di prigione. Disperata per aver abbandonato il figlio in un momento di temporanea perdita di lucidità mentale e volendo espiare le sue colpe, decide di lavorare come domestica nella vecchia villa degli Arocha (tornata in possesso di Juan Carlos comprandola da Idania). Viene maltrattata da Doña Amalia, la sorella di Rosa Francia, che tenta di indurla ad andarsene con ogni mezzo. Anche Juan Carlos la tratta con freddezza e disprezzo, umiliandola costantemente, ma un giorno cede al suo amore e la mette di nuovo incinta. Nel frattempo Juan Carlos e la Zulianita fanno conoscenza con un ragazzino di strada, che fa il lustrascarpe, e lo trattano come se fosse un figlio. Doña Amalia scopre che il piccolo è proprio il figlio di Juan Carlos e Marta María, per cui inizia a rendergli la vita impossibile, spingendolo infine ad andarsene. Juan Carlos e Zulianita iniziano a cercarlo disperatamente per tutta la città finché non scoprono che si tratta proprio del figlio scomparso sette anni prima.
Nel frattempo, a causa del peggioramento dei rapporti con Juan Carlos, la Zulianita decide di sposare l'attore Jorge che promette di portarla a vivere all'estero. Un giorno Juan Carlos investe accidentalmente suo figlio che viene ricoverato in ospedale. Preoccupata per le condizioni di salute del figlio la Zulianita rinvia il matrimonio con Jorge e passa molto tempo in ospedale con Juan Carlos per stare accanto al figlio ricoverato. Rosa Francia, timorosa che la Zulianita le porti via il marito (Juan Carlos), decide di ucciderla con le sue stesse mani. Anche Franco ha le stesse intenzioni ma quando scopre che la Zulianita è incinta si pente delle sue azioni e non solo la risparmia ma si sacrifica per salvarle la vita frapponendosi tra lei e la pallottola sparata da Rosa Francia. Rosa Francia si suicida pochi istanti dopo gettandosi dalla finestra, mentre Franco, poco prima di esalare l'ultimo respiro, confessa l'intrigo tramato sette anni prima, scagionando dunque la protagonista dall'accusa di aver pugnalato premeditatamente Rosa Francia.
Dopo che loro figlio si è ristabilito completamente, arriva il giorno del matrimonio tra la Zulianita e Jorge, il quale però, avendo capito che lei ami ancora Juan Carlos, decide di non sposarla più e chiede a Juan Carlos di sostituirlo come sposo all'insaputa della Zulianita. La sposa entra in chiesa con gli occhi velati di lacrime, credendo di star sposando Jorge, e riconosce Juan Carlos dalla voce solo quando lui pronuncia il sì fatidico, rendendola pienamente sorpresa e felice.